# Mike Blunden
Michael "Mike" Blunden, född 15 december 1986, är en kanadensisk professionell ishockeyspelare som spelar för Tampa Bay Lightning i NHL. Han har tidigare representerat Chicago Blackhawks, Columbus Blue Jackets och Montreal Canadiens.
Blunden draftades i andra rundan i 2005 års draft av Chicago Blackhawks som 43:e spelare totalt.